# Sandrine Testud
Sandrine Testud, po mężu Magnelli (ur. 3 kwietnia 1972 w Lyonie) – francuska tenisistka, występująca na kortach w latach 1989–2005.

## Życiorys
Podczas zawodowej kariery zarobiła na korcie prawie 3,8 mln dolarów amerykańskich. Wygrała 3 turnieje WTA w singlu i 4 w deblu. W 2000 roku osiągnęła najwyższe w swojej karierze miejsca w rankingu singlowym – 9. i deblowym – 8.
13 czerwca 1998 poślubiła Vittorio Magnelli. Mają córkę Isabellę, urodzoną 19 lutego 2003 roku.

## Finały turniejów WTA
| Legenda                | Legenda |
| ---------------------- | ------- |
| Wielki Szlem           |         |
| Igrzyska olimpijskie   |         |
| WTA Tour Championships |         |
| 1988 – 2008            |         |
| Kategoria I            |         |
| Kategoria II           |         |
| Kategoria III          |         |
| Kategoria IV           |         |
| Kategoria V            |         |

### Gra pojedyncza 10 (3-7)
| Końcowy wynik | Nr | Data                 | Turniej     | Nawierzchnia    | Przeciwniczka     | Wynik finału   |
| ------------- | -- | -------------------- | ----------- | --------------- | ----------------- | -------------- |
| Zwyciężczyni  | 1. | 20 lipca 1997        | Palermo     | Ceglana         | Jelena Makarowa   | 7:5, 6:3       |
| Finalistka    | 1. | 24 sierpnia 1997     | Atlanta     | Twarda          | Lindsay Davenport | 4:6, 1:6       |
| Finalistka    | 2. | 12 lipca 1998        | Praga       | Ceglana         | Jana Novotná      | 3:6, 0:6       |
| Zwyciężczyni  | 2. | 11 października 1998 | Filderstadt | Twarda          | Lindsay Davenport | 7:5, 6:3       |
| Finalistka    | 3. | 31 października 1999 | Linz        | Twarda          | Mary Pierce       | 6:7, 1:6       |
| Finalistka    | 4. | 6 lutego 2000        | Tokio       | Dywanowa (hala) | Martina Hingis    | 3:6, 5:7       |
| Finalistka    | 5. | 13 stycznia 2001     | Canberra    | Twarda          | Justine Henin     | 2:6, 2:6       |
| Finalistka    | 6. | 18 lutego 2001       | Ad-Dauha    | Twarda          | Martina Hingis    | 3:6, 2:6       |
| Zwyciężczyni  | 3. | 16 września 2001     | Waikoloa    | Twarda          | Justine Henin     | 6:3, 2:0 krecz |
| Finalistka    | 7. | 23 lutego 2002       | Dubaj       | Twarda          | Amélie Mauresmo   | 4:6, 6:7       |